# Municipio de Coldwater (Misuri)
El municipio de Coldwater (en inglés: Coldwater Township) es un municipio ubicado en el condado de Cass en el estado estadounidense de Misuri. En el año 2010 tenía una población de 1217 habitantes y una densidad poblacional de 13,95 personas por km².

## Geografía
El municipio de Coldwater se encuentra ubicado en las coordenadas 38°31′33″N 94°33′25″O / 38.52583, -94.55694. Según la Oficina del Censo de los Estados Unidos, el municipio tiene una superficie total de 87.25 km², de la cual 86,97 km² corresponden a tierra firme y (0,32 %) 0,28 km² es agua.

## Demografía
Según el censo de 2010, había 1217 personas residiendo en el municipio de Coldwater. La densidad de población era de 13,95 hab./km². De los 1217 habitantes, el municipio de Coldwater estaba compuesto por el 96,71 % blancos, el 0,74 % eran afroamericanos, el 0,49 % eran amerindios, el 0,82 % eran asiáticos y el 1,23 % eran de una mezcla de razas. Del total de la población el 0,58 % eran hispanos o latinos de cualquier raza.